# Geoffrey Palmer (acteur)
Pour les articles homonymes, voir Palmer et Geoffrey Palmer.
Geoffrey Dyson Palmer, né le 4 juin 1927 à Londres et mort le 5 novembre 2020,, est un acteur britannique.

## Biographie
Très actif à la télévision britannique, Geoffrey Palmer contribue entre 1955 et 2012 à cent-vingt-quatre séries, dont Chapeau melon et bottes de cuir (première série, quatre épisodes, 1961-1965), Doctor Who (première série, deux épisodes, 1970-1972 ; seconde série, un épisode, 2007), Les Professionnels (deux épisodes, 1978-1983) et Inspecteur Morse (un épisode, 1990).
S'ajoutent seize téléfilms de 1970 à 2008, dont Alice au pays des merveilles : À travers le miroir de John Henderson (1998, avec Kate Beckinsale et Ian Holm).
Au cinéma (essentiellement britannique), il apparaît dans quarante films, le premier sorti en 1962. Suivent notamment L'Ombre d'un géant de Melville Shavelson (1966, avec Kirk Douglas et Senta Berger), Le Meilleur des mondes possible de Lindsay Anderson (1973, avec Malcolm McDowell et Ralph Richardson), Un poisson nommé Wanda de Charles Crichton (1988, avec John Cleese et Jamie Lee Curtis), Demain ne meurt jamais de Roger Spottiswoode (1997, avec Pierce Brosnan personnifiant James Bond), Peter Pan de P. J. Hogan (2003, avec Jeremy Sumpter dans le rôle-titre et Jason Isaacs), ou encore Paddington de Paul King (son dernier film, 2014, avec Hugh Bonneville et Nicole Kidman).
Durant sa carrière, il se produit également au théâtre (ex. : Sainte Jeanne de George Bernard Shaw en 1977, avec Eileen Atkins et Robert Eddison) et à la radio (ex. : une adaptation en 2002 du roman Les Misérables de Victor Hugo, dans le rôle de Javert).
En 2004, pour sa contribution au théâtre, Geoffrey Palmer est fait Officier de l'Ordre de l'Empire britannique (OBE).

## Filmographie partielle

### Cinéma
- 1966 : L'Ombre d'un géant (Cast a Giant Shadow) de Melville Shavelson : David
- 1973 : Le Meilleur des mondes possible (O Lucky Man!) de Lindsay Anderson : un docteur / Basil Keyes
- 1985 : Zoo (A Zed and Two Noughts) de Peter Greenaway : Fallast
- 1986 : Clockwise de Christopher Morahan : un proviseur
- 1988 : Un poisson nommé Wanda (A Fish Called Wanda) de Charles Crichton : le juge
- 1994 : La Folie du roi George (The Madness of King George) de Nicholas Hytner : Dr Warren
- 1997 : La Dame de Windsor (Mrs. Brown) de John Madden : Henry Ponsonby
- 1997 : Demain ne meurt jamais (Tomorrow Never Dies) de Roger Spottiswoode : Amiral Roebuck
- 1999 : Anna et le Roi (Anna and the King) d'Andy Tennant : Lord John Bradley
- 2000 : L'Étrange Histoire d'Hubert (Rat) de Steve Barron : le docteur
- 2003 : Peter Pan de P. J. Hogan : Sir Edward Quiller Couch
- 2006 : Souris City (Flushed Away) de David Bowers et Sam Fell (film d'animation) : Sullivan (voix)
- 2009 : La Panthère rose 2 (The Pink Panther 2) d'Harald Zwart : Joubert
- 2011 : W.E. de Madonna : Stanley Baldwin
- 2014 : Paddington de Paul King : le géographe en chef

### Télévision

#### Séries
- 1961-1965 : Chapeau melon et bottes de cuir (première série : The Avengers)
  - Saison 1, épisode 12 Dance with Death : Philip Anthony
  - Saison 2, épisode 6 Combustible 23 (Propellant 23)  : Paul Manning
  - Saison 3, épisode 3 L'Homme aux deux ombres (Man with Two Shadows) : Dr Terence
  - Saison 4, épisode 9 Dans sept jours, le déluge (A Surfeit of H²O) de Sidney Hayers : Martin Smythe
- 1963 : Le Saint (The Saint), saison 2, épisode 10 Les diamants bruts (The Rough Diamonds) de Peter Yates : Pete Ferguson
- 1966 : Alias le Baron (The Baron), saison unique, épisode 6 Masquerade de Cyril Frankel et épisode 7 The Killing (ou Masquerade: Part II) de Cyril Frankel : Anstruther
- 1969 : Z-Cars, saison 6, épisode 208 Special Duty: Part II : Barney French
- 1970-1972 : Doctor Who (première série)
  - Saison 7, épisode 2 Doctor Who and the Silurians (1970, Parts IV, V & VI) : Masters
  - Saison 9, épisode 4 The Mutants (1972, Part I) de Christopher Barry : l'administrateur
- 1972-1973 : Colditz, saison 1, épisode 10 Tweedledum (1972) et épisode 14 Gone Away: Part I (1973) : Doc
- 1978-1983 : Les Professionnels (The Professionals)
  - Saison 1, épisode 6 Le Rat de la jungle (Where the Jungle Ends, 1978) : Simon Sinclair
  - Saison 5, épisode 9 La Situation Ojuka (The Ojuka Situation, 1983) : Avery
- 1979 : L'Hôtel en folie (Fawlty Towers), saison 2, épisode 4 Le Hareng salé et le Cadavre (The Kipper and the Corpse) de Bob Spiers : Dr Price
- 1989 : La Vipère noire (Blackadder), saison 4 (Blackadder Goes Forth), épisode 6 Les Z'adieux (Goodbyeee) : Douglas Haig
- 1990 : Inspecteur Morse (Inspector Morse), saison 4, épisode 1 Le Venin du serpent (The Infernal Serpent) de John Madden : Matthew Copley-Barnes
- 1990 : Bergerac, saison 8, épisode 4 Roots of Evil : Nigel Carter
- 2007 : Doctor Who (seconde série), saison 4, épisode spécial Une croisière autour de la Terre (Voyage of the Damned) : Capitaine Hardaker
- 2008 : Ashes to Ashes, saison 1, épisode 8 Alex's Big Day : Lord Scarman
- 2011 : Hercule Poirot (Agatha Christie's Poirot), saison 12, épisode 1 Les Pendules (The Clocks) : Vice-amiral Hamling
- 2012 : The Hollow Crown, saison 1, épisode 3 Henry IV, Part II de Richard Eyre : le Grand Juge

#### Téléfilms
- 1981 : Le Songe d'une nuit d'été (A Midsummer Night's Dream) d'Elijah Moshinsky : Quince
- 1993 : Stalag Luft d'Adrian Shergold : le commandant
- 1998 : Alice au pays des merveilles : À travers le miroir (Alice Through the Looking Glass) de John Henderson : le Roi blanc
- 2003 : The Young Visiters de David Yates : Minnit

## Théâtre (sélection)
(pièces jouées à Londres)
- 1963 : Difference of Opinion de George Ross et Campbell Singer
- 1971 : West of Suez de John Osborne
- 1973 : Savages de Christopher Hampton
- 1973 : Les Amants terribles (Private Lives) de Noël Coward, mise en scène de John Gielgud
- 1974 : Snap! de Charles Laurence
- 1974 : Eden End de John Boynton Priestley, mise en scène de Laurence Olivier
- 1977 : Sainte Jeanne (Saint Joan) de George Bernard Shaw
- 1977 : The Case of the Oily Levantine (ou Whodunnit) d'Anthony Shaffer
- 1979 : Tishoo de Brian Thompson
- 1984 : A Friend Indeed de William Douglas-Home
- 1990 : Piano de Trevor Griffiths

## Distinction
- 2004 : Officier de l'Ordre de l'Empire britannique (OBE).